# 襟足

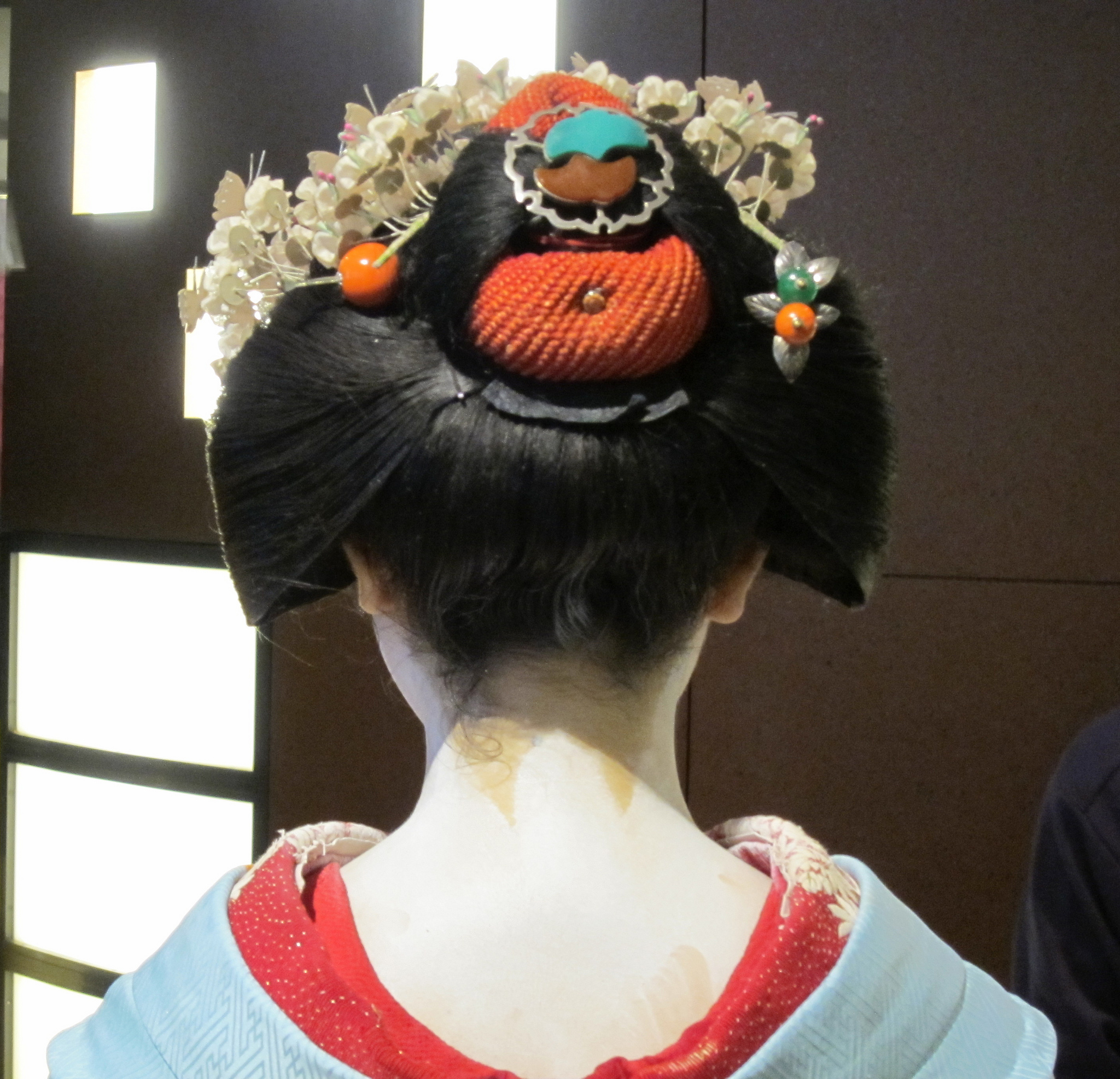
割れしのぶの髪型をした芸妓の襟足

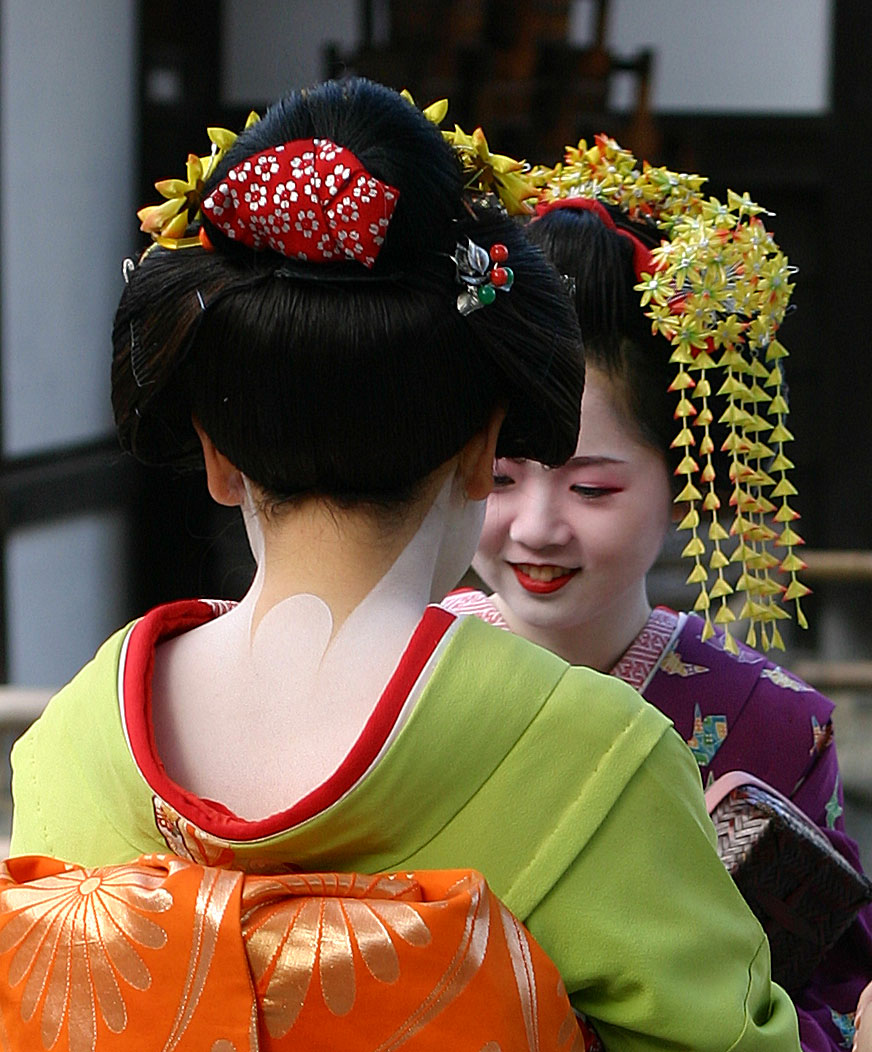
舞妓の後ろ姿

襟足（えりあし、衿足、領脚 、英語: nape）とは、耳より後ろ側の首と頭の境目に生える髪の毛のこと。歴史的仮名遣では「ゑりあし」。髪を結い上げた時に、左右に伸びる髪の毛がまるで脚のように見えたことからこのように呼ばれるようになったといわれている。なお、襟足より2ないし3センチメートル以内にカットした髪型をショートカットという。

## 概要
襟足とは、耳の下から首の後ろにかけて、左右の髪の生え際が下へ延びている箇所である。生え際のかたちは、個人によって多様であるが、「W型、WM型、U型、ぱっつん型（直線型）」の4種に大別する方法がある。
伝統的な日本の文化では、うなじは顔と手を除くと女性の衣服で覆われていない身体の数少ない部位の1つであり、日本男性は女性のうなじに強い魅力を感じていた。日本では古くより襟足が左右に長く足のように延びて見えるのを好しとしてきた。その一方で、襟足の“あって然るべき”ところが円い場合（上の分類では「U型」）もあり、これは「坊主襟（ぼうずえり）」と称して疎まれた。江戸時代以来の風習で、中央の髪を剃って白粉を塗ることで襟足を目立たせることが多かったのは、これが理由である。
現代では、うなじも含めてネープ（nape）と呼ばれることも多い。
なお、男性のヘアスタイルでは、「ネープレス」と称される、襟足の長さを極端に短くした刈り上げスタイルが、生えグセの解消や清潔感・爽快感、頭のシルエットを立体的にみせる髪型であるなどの理由から、若い世代を中心に一定の支持を受けている。